# Klorát
A klorát a ClO−3 anion elterjedt neve, ahol a klór oxidációs száma 5. Az elnevezés utalhat a klorátiont tartalmazó vegyületekre is – a klorátok a klórsav sói és észterei. A klór többi oxoanionjának szabályos neve „klorát”, melyet zárójelben a klór oxidációs száma követ zárójelben, például a perklorát (ClO−4) esetén klorát(VII).
A vegyértékelektronpár-taszítási elméletnek megfelelően a klorátionok trigonális piramis alakúak.
A klorátok erős oxidálószerek, és szerves anyagoktól vagy könnyen oxidálható anyagoktól távol tartandók. A klorátok éghető anyaggal (például cukorral, fűrészporral, szénnel, szerves oldószerekkel, fémekkel) való keveréke könnyen deflagrálhat. Egykor pirotechnikai célra is használták ezért, de instabilitásuk miatt a stabilabb perklorátokat használják helyettük.

## Szerkezet
A klorátion nem írható le megfelelően 1 Lewis-szerkezettel, mivel minden Cl–O kötés hossza azonos (kálium-klorátban 1,49 Å), és a klór hipervalens. Ehelyett több rezonanciaszerkezet hibridje.

## Előállítás

### Laboratóriumi
A fém-klorátok klór forró fém-hidroxidokhoz, például kálium-hidroxidhoz adásával állítható elő:
{\displaystyle {\ce {3 Cl2 + 6 KOH -> 5 KCl + KClO3 + 3 H2O}}}
E reakcióban a klór diszproporcionál, redukálódik és oxidálódik is. A 0 oxidációs számú klór Cl−-ra (oxidációs szám: –1) és ClO−3-ra (oxidációs szám: 5) bomlik. A hideg fém-hidroxid-oldatok reakciója klorid mellett hipokloritot ad.

### Ipari
Az ipari nátrium-klorát-előállítás vizes nátrium-klorid-oldatból indul ki, nem klórból. Ha az elektrolízis-felszerelés lehetővé teszi a klór és a nátrium-hidroxid keverését, a fent leírt diszproporcionáció történik. A reagensek 50–70 °C-ra hevülnek az elektrolízishez használt elektromos energia révén.

## Természetes előfordulás
Egy 2010-es tanulmány természetes klorátlerakódásokat mutatott ki világszerte, viszonylag magas koncentrációkkal a száraz és hiperszáraz területeken. Esőmintákban is mérték a klorátszintet, ez a perklorátéhoz hasonlónak bizonyult. Feltehetően a klorát és perklorát természetes keletkezési mechanizmusa hasonló és a klór biogeokémiai ciklusának része lehet. Mikrobiális nézőpontból a természetes klorát magyarázhatja a klorátot kloridra redukáló mikroorganizmusok sokféleségét.

### Klorátlégzés
A klorátredukció ősi jelenség lehet, mivel minden perklorátredukáló baktérium klorátot is használ terminális elektronakceptorként. Nem ismert klorátdomináns ásvány, vagyis a klorát az ismert ásványokban csak helyettesítőként vagy a póruskitöltő oldatokban szerepel. Klóroxoanion-bontó enzimek például a klorit-dizmutáz, a klorát- és a perklorát-reduktáz.
A klorátlégző egysejtűek feltehetően használhatók szennyeződések eltávolítására, észlelésére például kemosztátokban,

### A Földön kívül
2011-ben a Georgia Institute of Technology magnézium-klorátot mutatott ki a Marson.

## Sói
Klorátok például:
- kálium-klorát (KClO3)
- nátrium-klorát (NaClO3)
- magnézium-klorát (Mg(ClO3)2)

## Egyéb oxoanionok
Ha a klorátot zárójelbe tett római szám követi, az a megfelelő oxidációs számú klórt tartalmazó oxoaniont jelenti:
| Elterjedt név | Szabályos név | Oxidációs szám | Képlet |
| ------------- | ------------- | -------------- | ------ |
| Hipoklorit    | Klorát(I)     | +1             | ClO−   |
| Klorit        | Klorát(III)   | +3             | ClO−2  |
| Klorát        | Klorát(V)     | +5             | ClO−3  |
| Perklorát     | Klorát(VII)   | +7             | ClO−4  |

Ennek megfelelően a klorát bármely klóroxoaniont jelentheti. Általában a klorát az 5-ös oxidációs számú klórt tartalmazóra utal.

## Toxicitás
A klorátok viszonylag mérgezők, azonban általában nem mérgező kloridokká redukálódnak.